# Dmitrij Siennikow
Dmitrij Aleksandrowicz Siennikow (ros. Дмитрий Александрович Сенников, ur. 24 czerwca 1976 w Leningradzie) – piłkarz rosyjski grający na pozycji lewego obrońcy.

## Kariera klubowa
Siennikow pochodzi z Leningradu. Jest wychowankiem tamtejszej szkółki piłkarskiej Zenitu Petersburg, ale ostatecznie nie zdołał przebić się do pierwszej drużyny i w 1996 roku zasilił szeregi Lokomotiwu Petersburg. W jego barwach przez dwa sezony występował w Pierwszej Dywizji (odpowiednik II ligi), a w 1998 roku przeszedł do CSKA Moskwa. W CSKA grał jednak tylko przez pół roku i jeszcze w trakcie sezonu Dmitrij zmienił klub zostając zawodnikiem Szynnika Jarosław, któremu pomógł w utrzymaniu w Premier Lidze. Natomiast rok 1999 Siennikow ponownie spędził w Pierwszej Dywizji, tym razem występował w Rubinie Kazań, z którym nie odniósł jednak sukcesu.
W 2000 roku Siennikow trafił do Lokomotiwu Moskwa, wracając tym samym do ekstraklasy. Na początku nie miał jednak pewnego miejsca w składzie Lokomotiwu. W swoim pierwszym sezonie wywalczył Puchar Rosji oraz wicemistrzostwo kraju. W 2001 roku natomiast powtórzył oba osiągnięcia, a już w 2002 roku był podstawowym zawodnikiem moskiewskiego zespołu. Został wtedy po raz pierwszy w karierze mistrzem Rosji, a sukces odniósł także w rozgrywkach Lidze Mistrzów dochodząc z Lokomotiwem do drugiej fazy grupowej. W 2003 roku Lokomotiw był dopiero trzeci w lidze, a w 2004 roku najpierw uległ w 1/8 finału LM AS Monaco, a następnie wywalczył mistrzostwo. W 2005 roku oprócz Superpucharu Rosji Siennikow zajął 3. miejsce w lidze, co powtórzył w 2006 roku. W 2007 roku zdobył kolejny Puchar Rosji. W 2010 roku zakończył karierę.
| Sezon | Klub                       | Kraj  | Rozgrywki        | Mecze | Bramki |
| ----- | -------------------------- | ----- | ---------------- | ----- | ------ |
| 1996  | Lokomotiw Sankt Petersburg | Rosja | Pierwsza Dywizja | 36    | 2      |
| 1997  | Lokomotiw Sankt Petersburg | Rosja | Pierwsza Dywizja | 40    | 7      |
| 1998  | CSKA Moskwa                | Rosja | Premier Liga     | 7     | 0      |
| 1998  | Szynnik Jarosław           | Rosja | Premier Liga     | 9     | 0      |
| 1999  | Rubin Kazań                | Rosja | Pierwsza Dywizja | 41    | 6      |
| 2000  | Lokomotiw Moskwa           | Rosja | Premier Liga     | 13    | 2      |
| 2001  | Lokomotiw Moskwa           | Rosja | Premier Liga     | 18    | 0      |
| 2002  | Lokomotiw Moskwa           | Rosja | Premier Liga     | 23    | 1      |
| 2003  | Lokomotiw Moskwa           | Rosja | Premier Liga     | 24    | 0      |
| 2004  | Lokomotiw Moskwa           | Rosja | Premier Liga     | 26    | 0      |
| 2005  | Lokomotiw Moskwa           | Rosja | Premier Liga     | 29    | 1      |
| 2006  | Lokomotiw Moskwa           | Rosja | Premier Liga     | 14    | 0      |
| 2007  | Lokomotiw Moskwa           | Rosja | Premier Liga     | 10    | 0      |
| 2008  | Lokomotiw Moskwa           | Rosja | Premier Liga     | 22    | 1      |
| 2009  | Lokomotiw Moskwa           | Rosja | Premier Liga     | 9     | 0      |
| 2010  | Lokomotiw Moskwa           | Rosja | Premier Liga     | 1     | 0      |

## Kariera reprezentacyjna
W reprezentacji Rosji Siennikow zadebiutował 27 marca 2002 roku w przegranym 1:2 towarzyskim meczu z Estonią. W tym samym roku został powołany przez Olega Romancewa do kadry na Mistrzostwa Świata 2002. Tam wystąpił jedynie w przegranym 2:3 grupowym meczu z Belgią.
W 2004 roku Siennikow znalazł się w kadrze powołanej przez Gieorgija Jarcewa na Euro 2004. Na boiskach Portugalii Dmitrij był podstawowym obrońcą Rosji i zagrał we wszystkich trzech grupowych meczach: przegranych 0:1 z Hiszpanią oraz 0:2 z Portugalią i wygranym 2:1 z Grecją.